# Kenya i olympiska sommarspelen 2024
Kenya deltog i olympiska sommarspelen 2024 i Paris från 26 juli till 11 augusti 2024. Det var 16:e sommar-OS som Kenya deltog vid. Kenyanska idrottare har deltagit i alla olympiska sommarspelen sedan 1956, förutom 1976 och 1980.
Landets idrottare deltog i sex sporter och tog totalt 11 medaljer, alla i friidrott. Kenya kom på 17:e plats på  medaljlistan genom att vinna fyra guld.

## Tävlande
Lista på antalet tävlande i olika sporter.
| Sport         | Herrar | Damer | Totalt |
| ------------- | ------ | ----- | ------ |
| Friidrott     | 26     | 19    | 45     |
| Fäktning      | 0      | 1     | 1      |
| Judo          | 0      | 1     | 1      |
| Sjumannarugby | 13     | 0     | 13     |
| Simning       | 1      | 1     | 2      |
| Volleyboll    | 0      | 13    | 13     |
| Totalt        | 40     | 34    | 75     |

## Medaljörer
| Medalj | Namn              | Sport     | Gren                  |
| ------ | ----------------- | --------- | --------------------- |
| Guld   | Beatrice Chebet   | Friidrott | 5 000 m damer         |
| Guld   | Beatrice Chebet   | Friidrott | 10 000 m damer        |
| Guld   | Emmanuel Wanyonyi | Friidrott | 800 m herrar          |
| Guld   | Faith Kipyegon    | Friidrott | 1 500 m damer         |
| Silver | Faith Kipyegon    | Friidrott | 5 000 m damer         |
| Silver | Ronald Kwemoi     | Friidrott | 5 000 m herrar        |
| Brons  | Mary Moraa        | Friidrott | 800 m damer           |
| Brons  | Faith Cherotich   | Friidrott | 3 000 m hinder damer  |
| Brons  | Abraham Kibiwot   | Friidrott | 3 000 m hinder herrar |
| Brons  | Benson Kipruto    | Friidrott | Maraton herrar        |
| Brons  | Hellen Obiri      | Friidrott | Maraton damer         |

Initialt diskvalificerades Kipyegon efter finalen i damernas 5 000 meter för knuffande men domen ändrades efter överklagande.

## Friidrott
Kenyanska friidrottare kunde kvalificera sig till olympiska sommarspelen 2024 med högst tre idrottare per gren och ett lag i stafettgrenar, genom att uppnå kvalificeringsstandarder eller i kraft av sin världsranking. De kenyanska olympiska uttagningarna för att ta ut det kenyanska laget i friidrott vid olympiska spelen 2024 i Paris hölls 14–15 juni 2024 på Nyayo National Stadium i Nairobi i Kenya. De två bäst kvalificerade idrottarna i varje gren garanterades platser i OS, och om det fanns flera alternativ för en tredje kvalificerad idrottare i någon gren valdes de ut via en kommitté.
Den kenyaska friidrottstruppen i OS kom på andra plats genom att vinna 4 guld. Totalt vann de 11 medaljer.
| Nation | Placering | Guld | Silver | Brons | Totalt |
| Kenya  | 2         | 4    | 2      | 5     | 11     |

Noteringar

- Rank = Visar idrottarens placering.
- – = Rundan fanns inte i den grenen.
- Vidare = Behövde inte delta i den rundan.
- Q = Kvalade till nästa runda via placering i löpgrenar eller genom att uppnå kvalificeringsgränsen i kastgrenar.
- q = Kvalade till nästa runda via tid i löpgrenar eller via placering utan att uppnå kvalificeringsgränsen i kastgrenar.
- R = Kvalade till återkval (eng: Repechage).
- qR = avancerade till nästa runda via dom.
- VR = Världsrekord.
- OR = Olympiskt rekord.
- AR = Världsdelsrekord (eng: area record).
- NR = Nationellt rekord.
- BP = Personligt rekord.
- DNF = Slutförde inte tävlingen.
- DSQ = Diskvalificerades.
- NM = Inget resultat.

Bana och väg
| Idrottare               | Gren           | Kvalheat       | Kvalheat | Återkval         | Återkval         | Semifinal        | Semifinal        | Final            | Final            |
| Idrottare               | Gren           | Tid            | Rank     | Tid              | Rank             | Tid              | Rank             | Tid              | Rank             |
| ----------------------- | -------------- | -------------- | -------- | ---------------- | ---------------- | ---------------- | ---------------- | ---------------- | ---------------- |
| Ferdinand Omanyala      | 100 m          | 10,08          | 1 Q      | –                | –                | 10,08            | 8                | Gick inte vidare | Gick inte vidare |
| Zablon Ekwam            | 400 m          | DNF            | DNF      | Gick inte vidare | Gick inte vidare | Gick inte vidare | Gick inte vidare | Gick inte vidare | Gick inte vidare |
| Emmanuel Wanyonyi       | 800 m          | 1:44,64        | 1 Q      | vidare           | vidare           | 1:43,32          | 1 Q              | 1:41,19 PB       | 1                |
| Wycliffe Kinyamal       | 800 m          | 1:45,86        | 3 Q      | vidare           | vidare           | 1:45,29          | 3                | Gick inte vidare | Gick inte vidare |
| Koitatoi Kidali         | 800 m          | 1:45,84        | 5 R      | 1:46,37          | 6                | Gick inte vidare | Gick inte vidare | Gick inte vidare | Gick inte vidare |
| Reynold Cheruiyot       | 1 500 m        | 3:37,12        | 4 Q      | vidare           | vidare           | 3:35,32          | 10               | Gick inte vidare | Gick inte vidare |
| Brian Komen             | 1 500 m        | 3:36,31        | 2 Q      | vidare           | vidare           | 3:32,57          | 4 Q              | 3:35,59          | 12               |
| Timothy Cheruiyot       | 1 500 m        | 3:35,39        | 5 Q      | vidare           | vidare           | 3:32,30          | 5 Q              | 3:31,35          | 11               |
| Jacob Krop              | 5 000 m        | 14:08,73       | 4 Q      | –                | –                | –                | –                | 13:18,68         | 10               |
| Edwin Kurgat            | 5 000 m        | 14:08,76       | 5 Q      | –                | –                | –                | –                | 13:17,18         | 7                |
| Ronald Kwemoi           | 5 000 m        | 13:52,51       | 6 Q      | –                | –                | –                | –                | 13:15,04         | 2                |
| Daniel Mateiko          | 10 000 m       | –              | –        | –                | –                | –                | –                | 26:50,83         | 11               |
| Nicholas Kipkorir       | 10 000 m       | –              | –        | –                | –                | –                | –                | 27:23,97         | 14               |
| Bernard Kibet           | 10 000 m       | –              | –        | –                | –                | –                | –                | 26:43,98         | 5                |
| Wiseman Mukhobe         | 400 m häck     | 48.58          | 5 q      | vidare           | vidare           | 49,22            | 5                | Gick inte vidare | Gick inte vidare |
| Amos Serem              | 3 000 m hinder | 8:18,41        | 6 qR     | –                | –                | –                | –                | 8:19,74          | 14               |
| Simon Koech             | 3 000 m hinder | 8:24,95 (,942) | 3 Q      | –                | –                | –                | –                | 8:09,87          | 7                |
| Abraham Kibiwott        | 3 000 m hinder | 8:12,02        | 3 Q      | –                | –                | –                | –                | 8:06,47          | 3                |
| Eliud Kipchoge          | Maraton        | –              | –        | –                | –                | –                | –                | DNF              | DNF              |
| Benson Kipruto          | Maraton        | –              | –        | –                | –                | –                | –                | 2:07:00          | 3                |
| Alexander Mutiso Munyao | Maraton        | –              | –        | –                | –                | –                | –                | 2:10:31          | 21               |
| Samuel Gathimba         | 20 km gång     | –              | –        | –                | –                | –                | –                | 1:21,26          | 22               |

| Idrottare               | Gren          | Kvalheat   | Kvalheat | Återkval | Återkval | Semifinal  | Semifinal | Final            | Final            |
| Idrottare               | Gren          | Tid        | Rank     | Tid      | Rank     | Tid        | Rank      | Tid              | Rank             |
| ----------------------- | ------------- | ---------- | -------- | -------- | -------- | ---------- | --------- | ---------------- | ---------------- |
| Mary Moraa              | 800 m         | 1:57,95    | 2 Q      | vidare   | vidare   | 1:57,86    | 1 Q       | 1:57,42          | 3                |
| Vivian Chebet Kiprotich | 800 m         | 1:59,90    | 5 R      | 1:59,31  | 2 q      | 1:59,64    | 8         | Gick inte vidare | Gick inte vidare |
| Lilian Odira            | 800 m         | 1:58,83 PB | 3 Q      | vidare   | vidare   | 1:58,53    | 4         | Gick inte vidare | Gick inte vidare |
| Faith Kipyegon          | 1 500 m       | 4:00,74    | 4 Q      | vidare   | vidare   | 3:58,64    | 1 Q       | 3:51,29 OR       | 1                |
| Nelly Chepchirchir      | 1 500 m       | 4:02,67    | 1 Q      | vidare   | vidare   | 4:03,24    | 11        | Gick inte vidare | Gick inte vidare |
| Susan Ejore             | 1 500 m       | 3:59,01    | 3 Q      | vidare   | vidare   | 3:56,57 PB | 5 Q       | 3:56,07 PB       | 6                |
| Faith Kipyegon          | 5 000 m       | 14:57,56   | 1 Q      | –        | –        | –          | –         | 14:29,60         | 2                |
| Beatrice Chebet         | 5 000 m       | 15:00,73   | 1 Q      | –        | –        | –          | –         | 14:28,56         | 1                |
| Margaret Kipkemboi      | 5 000 m       | 14:57,70   | 4 Q      | –        | –        | –          | –         | 14:32,23         | 5                |
| Lilian Kisait           | 10 000 m      | –          | –        | –        | –        | –          | –         | 30:45,04         | 5                |
| Margaret Kipkemboi      | 10 000 m      | –          | –        | –        | –        | –          | –         | 30:44,58         | 4                |
| Beatrice Chebet         | 10 000 m      | –          | –        | –        | –        | –          | –         | 30:43,25         | 1                |
| Faith Cherotich         | 3000 m hinder | 9:10,57    | 2 Q      | –        | –        | –          | –         | 8:55,15 PB       | 3                |
| Beatrice Chepkoech      | 3000 m hinder | 9:13,56    | 1 Q      | –        | –        | –          | –         | 9:04,24          | 6                |
| Jackline Chepkoech      | 3000 m hinder | 9:35,56    | 12       | –        | –        | –          | –         | Gick inte vidare | Gick inte vidare |
| Peres Jepchirchir       | Maraton       | –          | –        | –        | –        | –          | –         | 2:26:51          | 15               |
| Sharon Lokedi           | Maraton       | –          | –        | –        | –        | –          | –         | 2:23:14 PB       | 4                |
| Hellen Obiri            | Maraton       | –          | –        | –        | –        | –          | –         | 2:23:10 PB       | 3                |

| Idrottare                                                       | Gren              | Kvalheat | Kvalheat | Final            | Final            |
| Idrottare                                                       | Gren              | Tid      | Rank     | Tid              | Rank             |
| --------------------------------------------------------------- | ----------------- | -------- | -------- | ---------------- | ---------------- |
| David Kapirante, Veronica Mutua, Boniface Mweresa, Mercy Chebet | 4 × 400 m stafett | 3:13,13  | 12       | Gick inte vidare | Gick inte vidare |

Fältgrenar
| Idrottare   | Gren          | Kval  | Kval      | Final | Final     |
| Idrottare   | Gren          | Längd | Placering | Längd | Placering |
| ----------- | ------------- | ----- | --------- | ----- | --------- |
| Julius Yego | Spjutkastning | 85,97 | 5 Q       | 87,72 | 5         |